# 金田一温泉
金田一温泉是日本岩手縣二户市的一個溫泉。馬淵川的上游，有温泉乡之名（當地的觀光宣傳）

## 交通
- 車：使用八戶自動車道，到達一户約6km。
- 鐵路：
  - 東北新幹線、いわて銀河鉄道線：在二户站下車，乘JR東北巴士約20分鐘。
  - いわて銀河鉄道線：在金田一温泉站下車，步行約5分鐘。

## 泉水
單純温泉（低鹽基低表面張力）

## 历史
以前叫湯田温泉，傳說一千年前是阿弖利爲(蝦夷的酋長)的私人温泉。
在江戶時代，叫『侍の湯』是盛岡南部藩的指定湯治場
1994年4月28日，成為国民保養温泉地。

## 外部連結
- 金田一温泉鄉（日語）